# Stephan Müller (Politiker)
Stephan Müller (* 20. November 1964 in Hamburg) ist ein deutscher Politiker (Partei Rechtsstaatlicher Offensive, CDU).

## Leben
Müller besuchte von 1971 bis 1981 die Grund- und Realschule und verließ sie mit dem Realschulabschluss. Von 1981 bis 1984 absolvierte er eine Berufsausbildung zum Heizungs- und Lüftungsbauer. Kundendienstmonteur in seinem Beruf war er von 1984 bis 1989. Von 1989 bis 1992 war er Kundendienstleiter und Mitinhaber einer Firma auf dem Gebiet des Heizungsbaus. Parallel war Müller ehrenamtlich in der Heizungsinnung Hamburg zur Ausbildungsunterstützung schwer vermittelbarer Jugendlicher tätig. 1992 erwarb er die Ausbildereignung. Von 1992 bis 1996 war er angestellter Techniker und Montageleiter im Heizungsbau. 1996 wechselte er durch Weiterbildungsmaßnahmen in den Handel und kaufmännischen Bereich. Seitdem ist Müller im kaufmännischen Außendienst im Fachbereich Sanitär tätig. Müller ist geschieden.

## Politik
Müller trat im August 2000 der Partei Rechtsstaatlicher Offensive bei. Er war von Oktober 2001 bis März 2004 Mitglied der Bürgerschaft der Freien und Hansestadt Hamburg. Als Landtagsabgeordneter war er Mitglied des Sozial- sowie des Jugend- und Sportausschusses. Er trat im März 2004 aus der Partei aus und ist gegenwärtig Mitglied der CDU. Müller ist der Sohn des ehemaligen Abgeordneten Peter-Paul Müller. Von 2008 bis 2011 war Müller für die CDU Mitglied in der Hamburgischen Bürgerschaft. Dort war er Fraktionsfachsprecher für Kinder-, Familie- und Jugend. Überdies ist er seit 2006 Ortsvorsitzender des Ortsverbandes CDU Lurup / Osdorfer Born.